# القبيبة (قنا)
قرية القبيبة هي إحدى القرى التابعة لمركز فرشوط في محافظة قنا في جمهورية مصر العربية. حسب إحصاءات سنة 2006، بلغ إجمالي السكان في القبيبة 6816 نسمة، منهم 3500 رجل و3316 امرأة.